# Samatlar, Sivaslı
Samatlar là một xã thuộc huyện Sivaslı, tỉnh Uşak, Thổ Nhĩ Kỳ. Dân số thời điểm năm 2010 là 374 người.